# Szelep

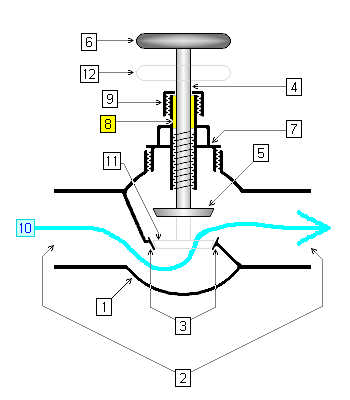
Kisnyomású szelep keresztmetszete

A szelep folyadékok és gázok áramlásának szabályozására, irányának megváltoztatására és elzárására szolgáló gépelem. Más hasonló rendeltetésű berendezésektől (csővezetéki armatúráktól) az különbözteti meg, hogy a záróelem az ülékre  merőlegesen mozgatható. A köznyelv pontatlanul csapnak nevezi, ami azonban eltér felépítésben.  A magyar műszaki gyakorlat szelepnek nevezi a hidraulikus és pneumatikus működtetésben használt záróelemeket is, melyek tulajdonképpen tolattyúk a hagyományos elnevezés szerint.

## A szelep szerkezete
A képen egy kisnyomású, kis átmérőjű átmeneti elzárószelep látható. Az (1) szelepház vas, acél vagy bronzöntvény, átmenetinek hívják az olyan szelepházat, melyben a közeg az eredeti irányban folytatja áramlását. Léteznek sarokszelepek is, melyeknél a kiömlőnyílás a beömlésre merőlegesen (a képen ábrázolt szelep esetén lefelé) helyezkedik el. Ferdeülékű szelepet az armatúra áramlási veszteségeinek csökkentése céljából készítenek. A szelep (5) záróeleme vagy szeleptányérja a (3) szelepülékre zárható. A szeleptányért a rajzzal ellentétben általában nem készítik egy darabból a (4) szelepszárral, hanem hozzá képest a függőleges tengely körül el tud fordulni és kismértékű kotyogással biztosítható az is, hogy az ülékre helyesen illeszkedjen. A menetes szelepszár az (7) zárófedélbe illeszkedik és a (6) kézikerék elfordításával nyitható-zárható. A szelepszár melletti rést a (8) tömszelencébe helyezett tömítéssel zárják le, amit a (9) anyával szorítanak össze. A tömítés régebben zsírral átitatott kenderkóc volt, ma különböző műanyagokat használnak. 
A szelepeket a közeg áramlásának megnyitása és elzárása mellett az áramló mennyiség szabályozására is lehet használni. A szabályozásra használt szelepek zárófelületei a részleges nyitásnál fellépő nagyobb közegsebesség következtében fellépő erózió folytán megsérülnek, idővel nem zárnak tökéletesen. Ezért fontosabb esetekben két szelepet építenek be egymás után, az egyikkel szabályoznak, a másikat vagy teljesen elzárják vagy teljesen kinyitják. A kifejezetten szabályozásra szánt szelepek záróelemét úgy alakítják ki, hogy a szelep nyitásával többé-kevésbé arányosan változzon az átáramló közeg mennyisége. Gőz- és vízvezetékbe a közegek eltérő viselkedése miatt más-más záróelemet célszerű használni.

### A szelep csatlakozása a csővezetékhez
A szelep a csővezetékhez többféleképpen csatlakoztatható. Az ipari armatúráknál általában karimás kötést használnak, a karimákat csavarokkal (sokszor szegcsavarokkal) erősítik össze, a karimák közé a közeg minősége és a belső nyomás függvényében különböző anyagú és szerkezetű tömítést helyeznek. Ennek a megoldásnak az előnye a cserélhetőség. Nagy nyomásoknál és hőmérsékletnél a szelepházakat hozzáhegesztik a csővezetékhez. Kis átmérőjű szelepeket gyakran hollandi anyával csavarozzák a csatlakozó csőhöz, de léteznek különféle speciális kötések is.

### A szelep nyitása és zárása
A legtöbb szelep kézi működtetésű: a szelepszár menettel csatlakozik a házhoz, a végére szerelt kézikerék forgatásával lehet nyitni-zárni az armatúrát. Nagyobb szelepeknél ritkábban fogaskerekes áttételen keresztül lehet mozgatni az orsót. A távműködtetésű szelepeket fogaskerekes hajtóművön keresztül villamos motorral mozgatják. A nagy ipari armatúrák akkor is motoros működtetésűek, ha a kezelő a szelep mellett tartózkodik, mert a kézi mozgatás fárasztó és lassú művelet. Ilyenkor a kézi működtetés lehetőségét is meghagyják feszültségkimaradás esetére. 
A szabályozószelepeket pneumatikus vagy hidraulikus munkahenger, ritkábban elektromos motor mozgatja. Ilyen szelepeket használnak például gőzkazánok után nyomáscsökkentő szelepként, ahol az az ipari fogyasztónak változó fogyasztása esetén is közel állandó nyomású gőzre van szüksége. Mivel a pneumatika viszonylag kis nyomású munkalevegőt használ, gyakran építenek be kétüléses szabályozószelepeket a szelepszárat terhelő közegnyomásból adódó erő csökkentése érdekében. Olyan helyeken, ahol gyors működtetésre és nagy erők kifejtésére van szükség, hidraulikát használnak. Ilyen eset áll fenn gőzturbinák és nagy vízturbinák szabályozószelepeinél, ahol veszélyes lehet, ha a teljes teljesítménnyel dolgozó generátort hirtelen leválasztják a hálózatról. Ez az úgynevezett teherledobás, a szelepeket gyorsan be kell zárni, mert a hirtelen terhelés nélkül maradt gépcsoportot a teljesítményfelesleg olyan fordulatszámra gyorsíthatja, melyet az szilárdságilag már nem bírhat el.

## Képek

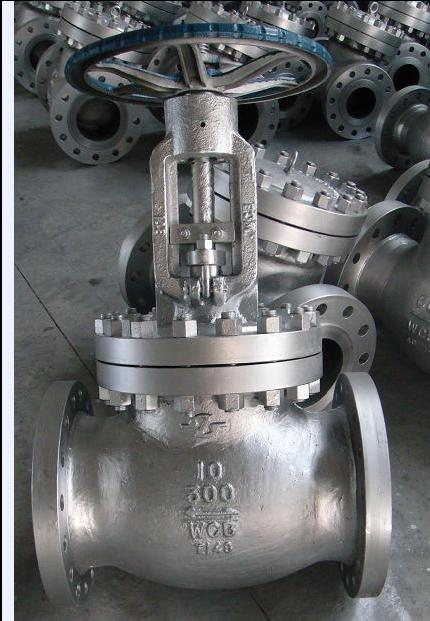
Ipari átmeneti elzáró szelep
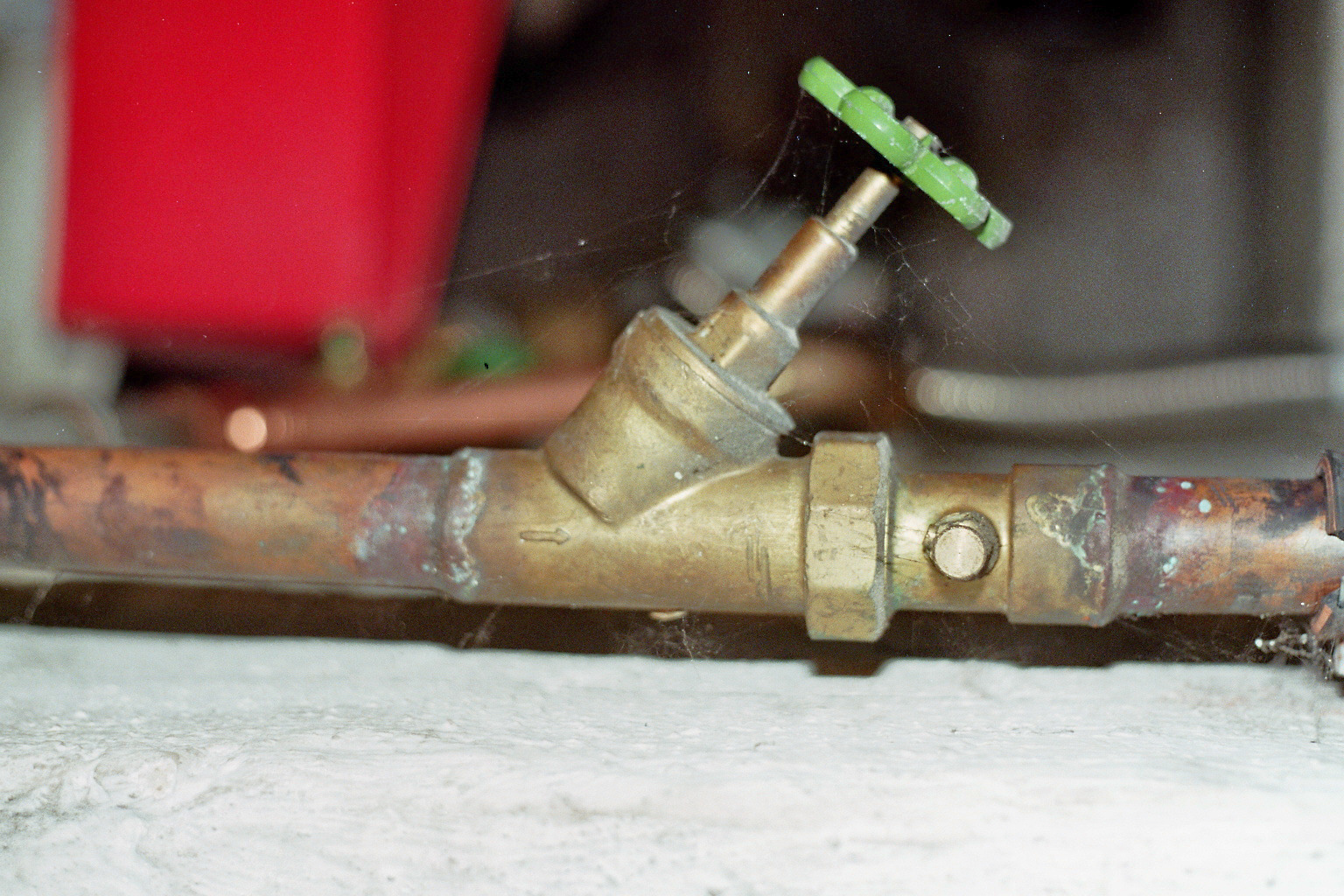
Ferdeülékű szelep
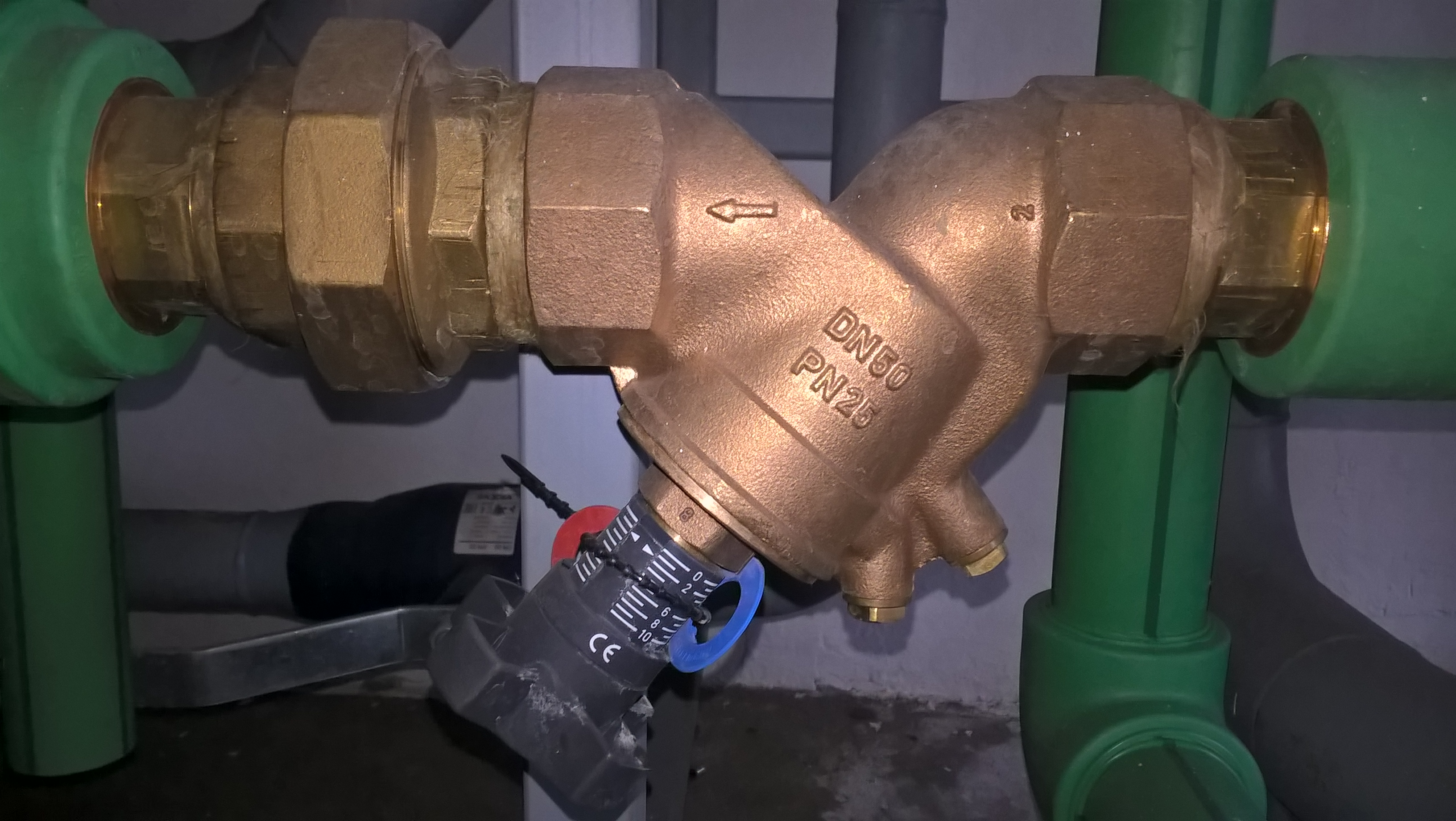
Ferdeszelep
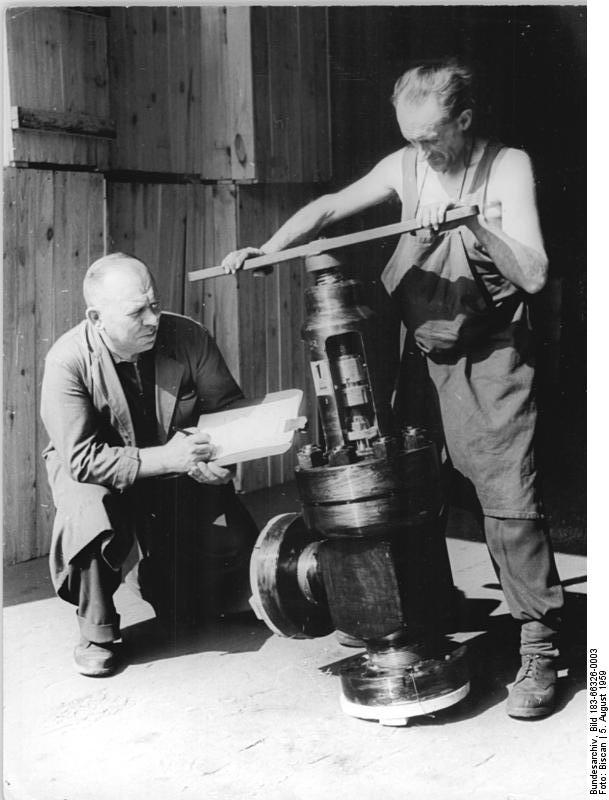
Nagynyomású sarokszelep
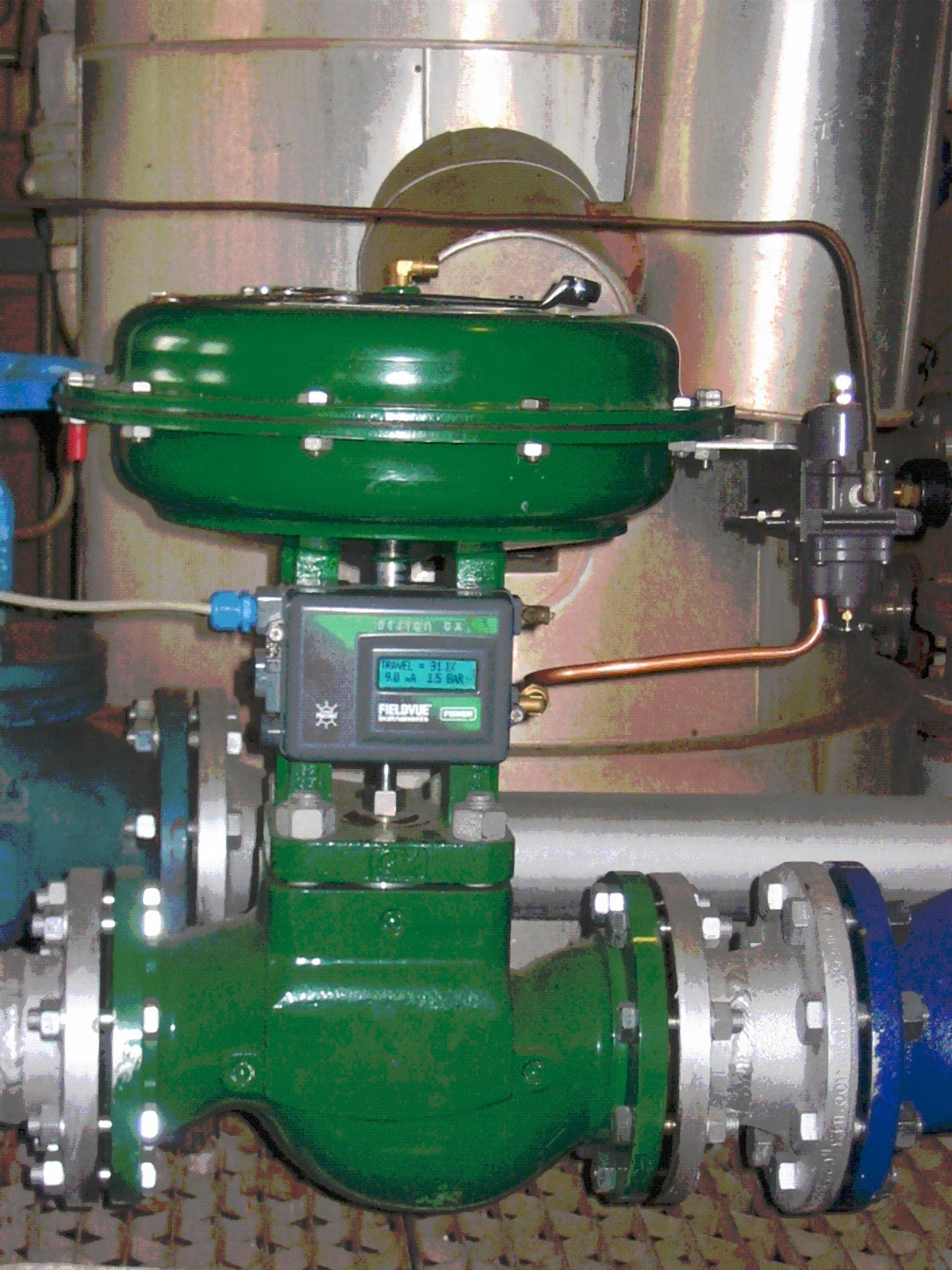
Pneumatikus szabályozószelep
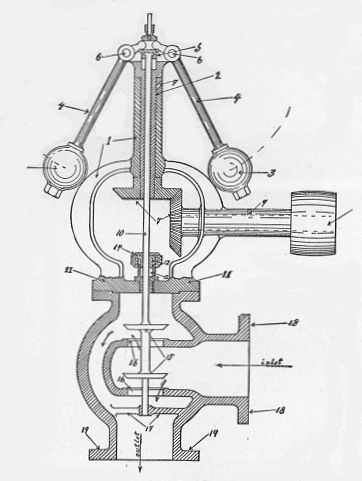
Gőzgép kétülésű szabályozószelepe metszetben
Biztonsági szelep
Visszacsapószelep
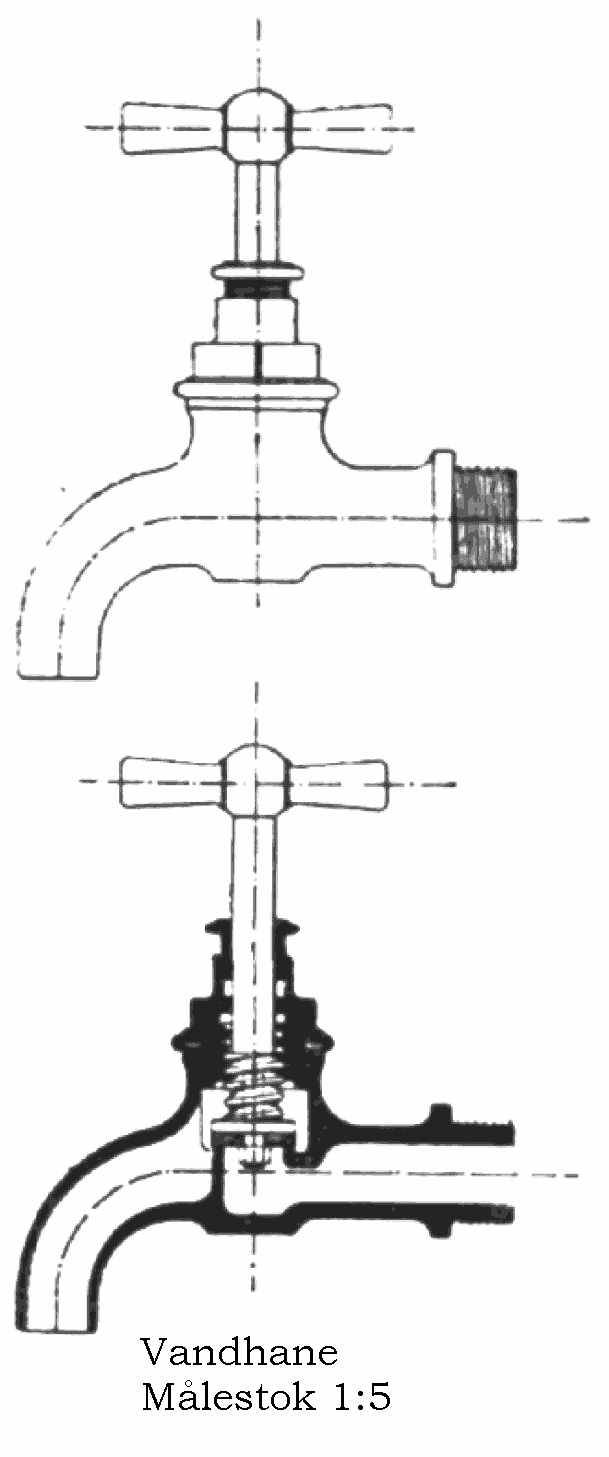
Vízcsap (ez szelep!)
Kerékpártömlő szelepe
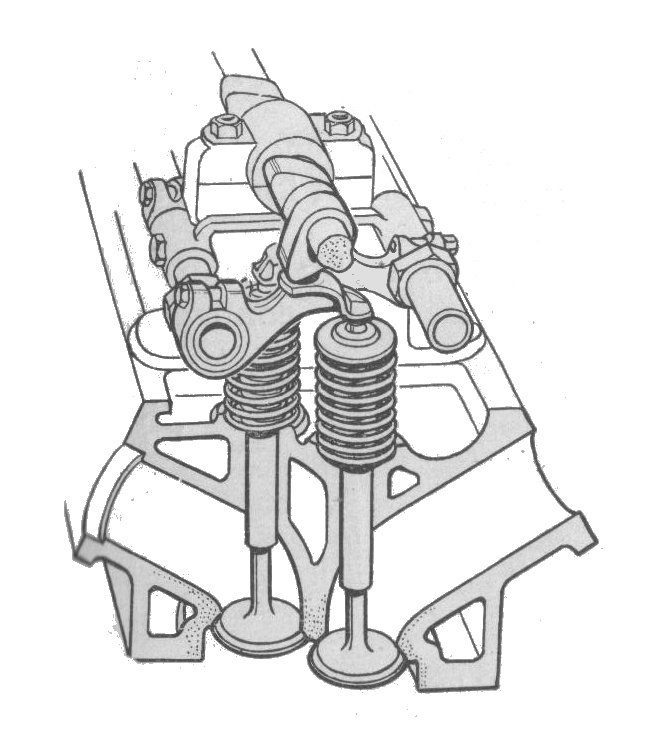
Belsőégésű motor szelepei
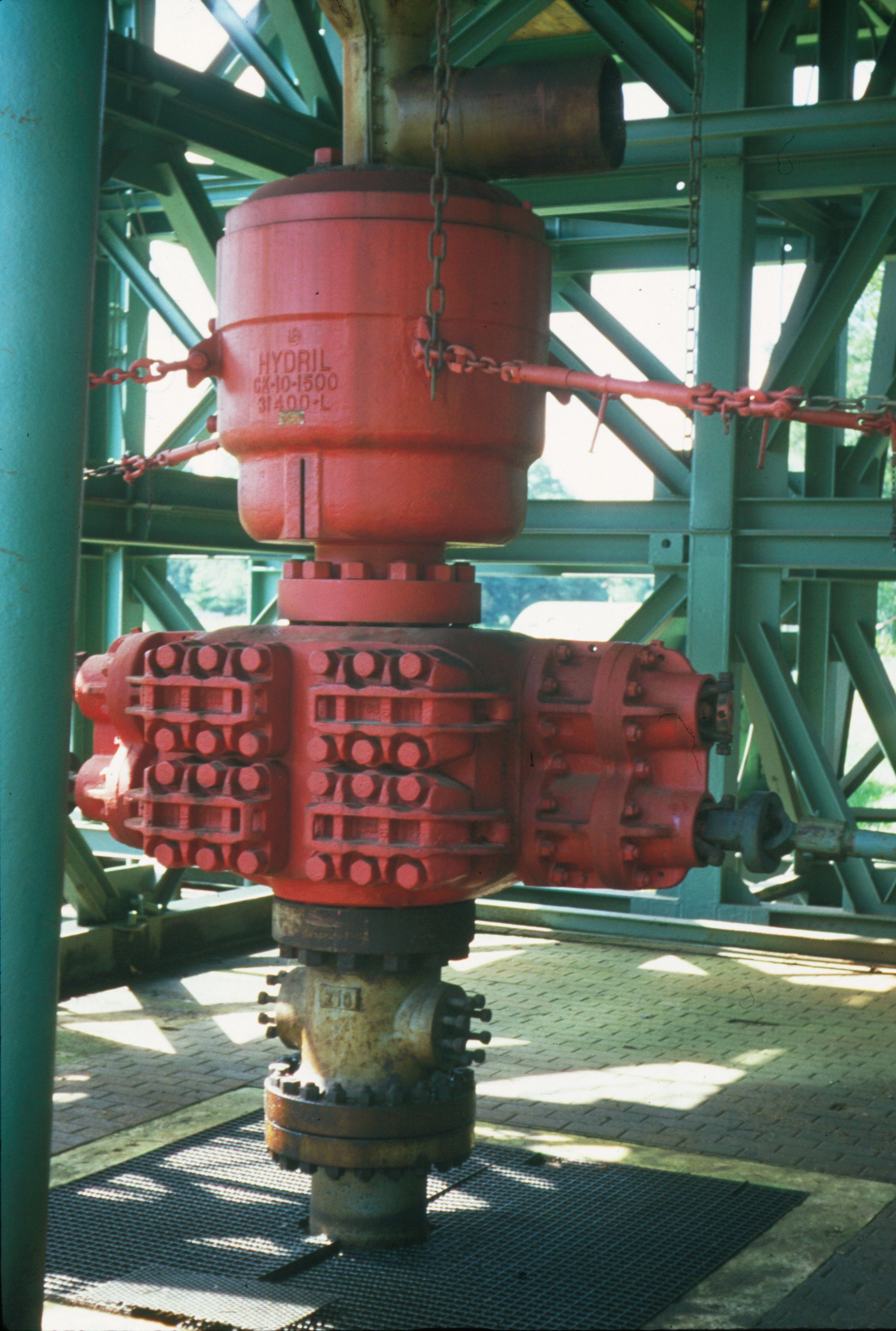
Kitörésgátló felszerelve
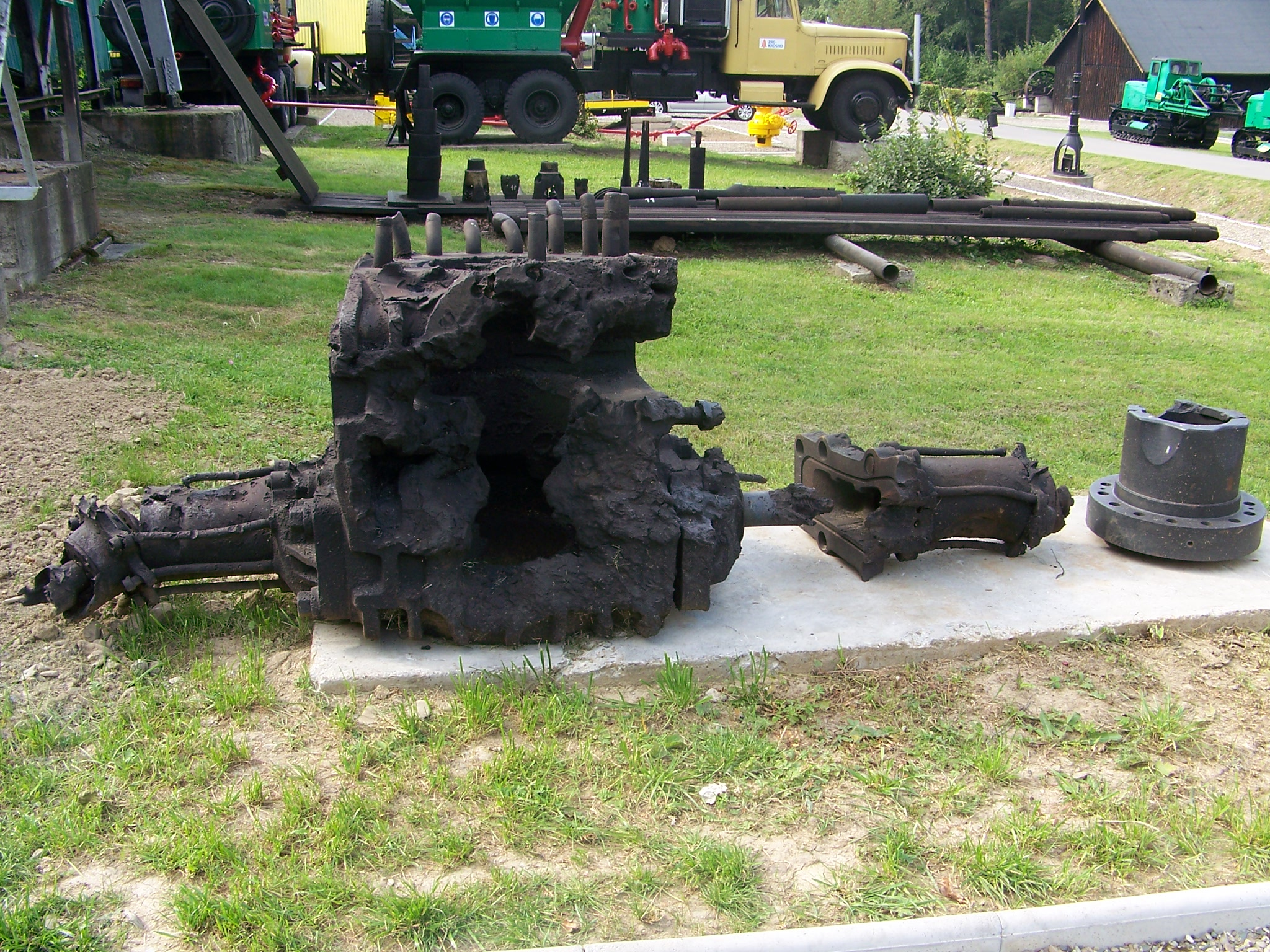
Kitörésgátló kitörés után
Szelepek jele: Szelep, kézi szabályozó szelep, visszacsapó szelep, szervomotoros szelep
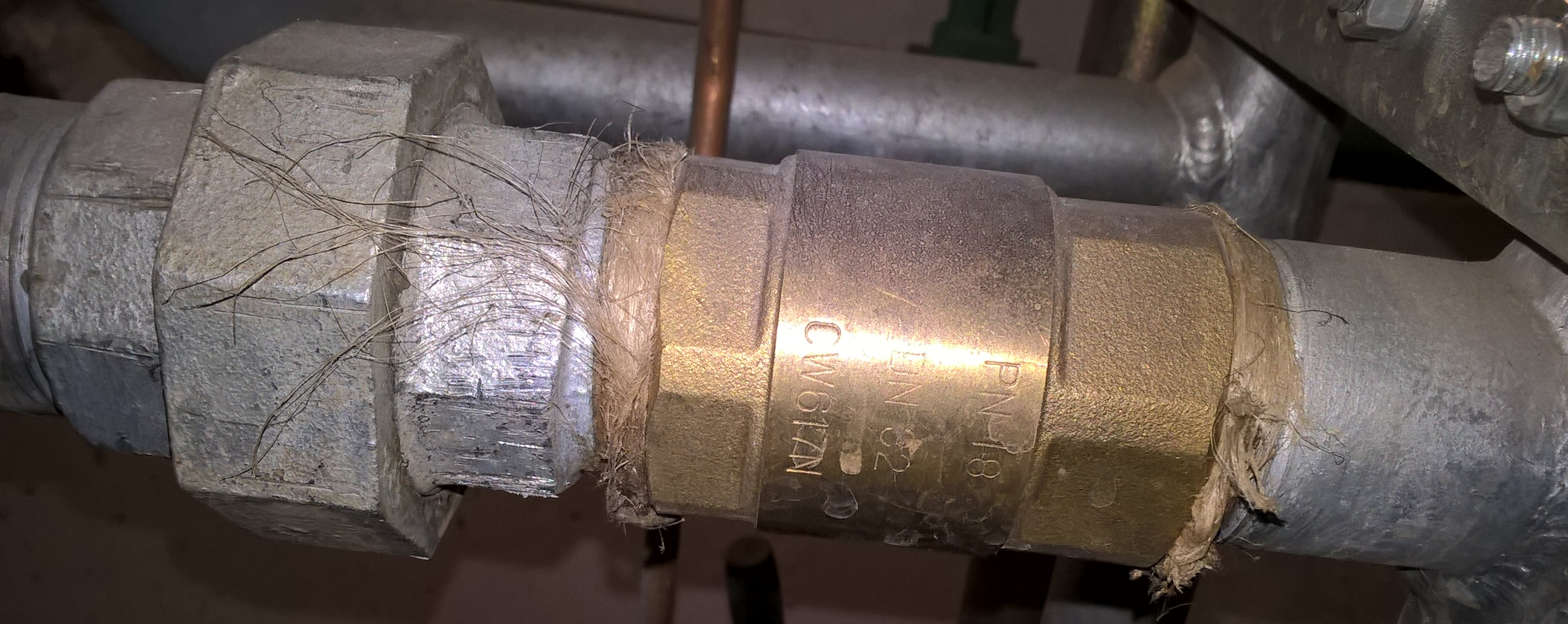
Visszacsapó szelep
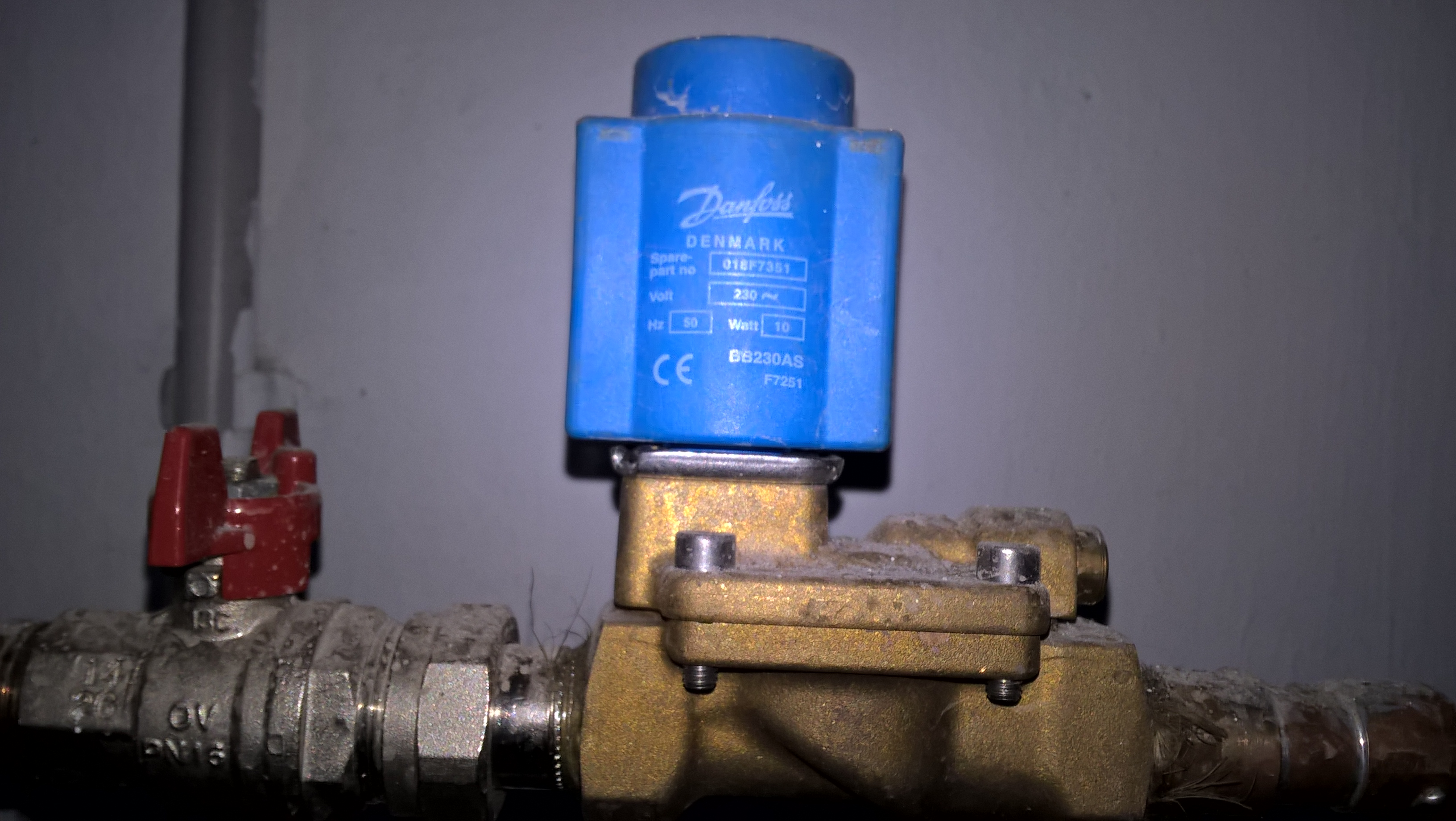
Mágnesszelep
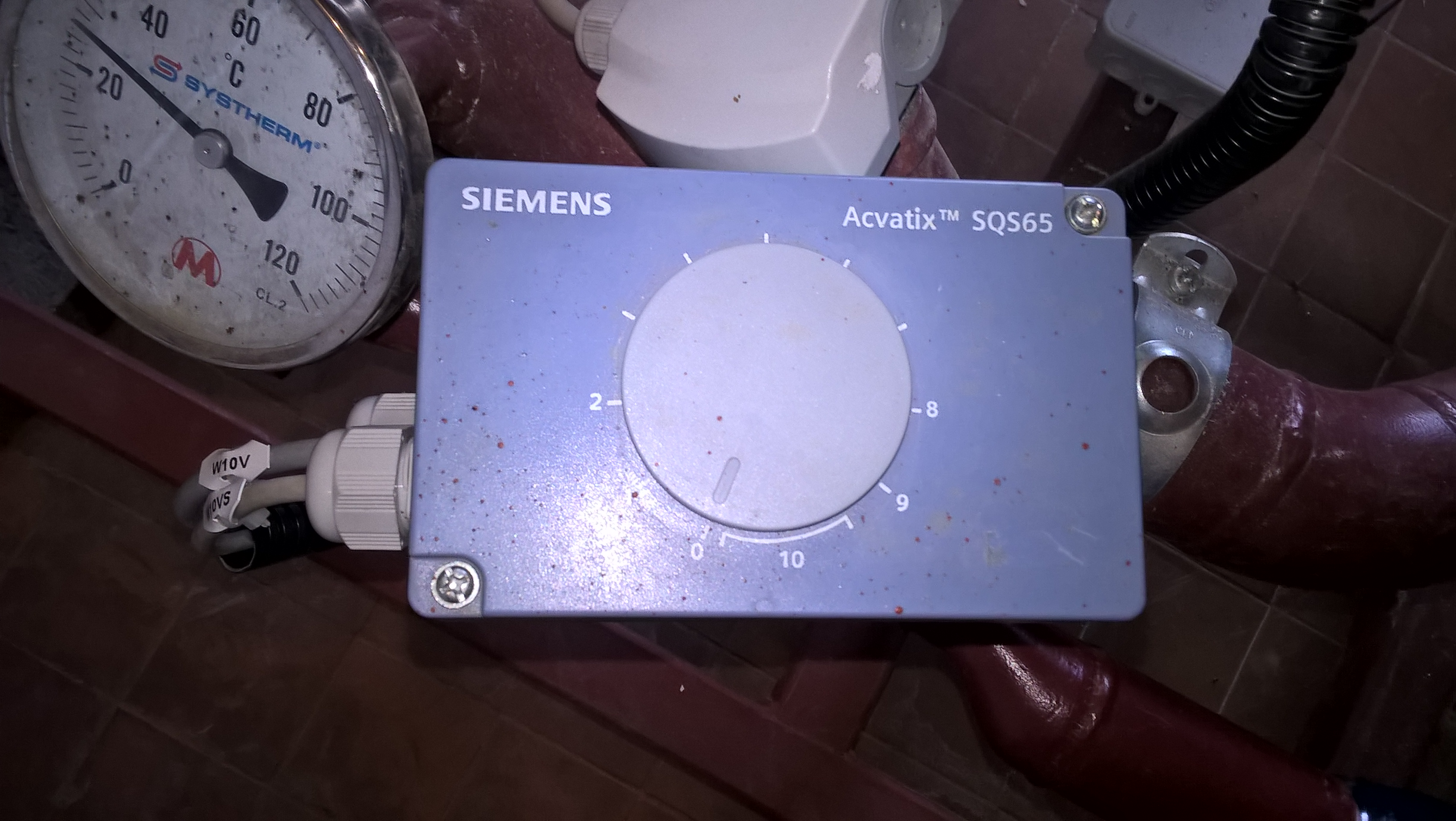
Motoros szabályozó szelep, Típusa:SIEMENS Acvatix TM SQS65

## Csővezetéki szelepek

### Vízcsap
Azok között az armatúrák között, amiket a köznapi nyelvben vízcsapnak hívunk, vannak valóban csapok (gömbcsapok) de a legtöbb igazából szelep. Könnyen megkülönböztethetőek: a csapok 90°-os fordulattal teljesen kinyithatók, míg a szelepeknél a kézikerék több fordulata szükséges a nyitáshoz. A vízcsapok szeleptányérján általában bőrből vagy gumiból esetleg műanyagból készült lapos tömítés van. A nem jól zárt vízcsap puha tömítését az átszivárgó víz erodálja, emiatt zárt állapotban is csöpögni fog, hosszabb időn keresztül tekintélyes mennyiségű vízveszteség lesz az eredménye.

### Membránszelep
Agresszív, mérgező, robbanásveszélyes vagy rádióaktív anyagokat szállító csővezetékeknél fontos, hogy a tömszelence esetleges szivárgása ne okozzon katasztrófát. Ezért ilyen esetekben membránszelepeket alkalmaznak, ahol tömszelence helyett a külső teret a közegtől rugalmas membrán választja el.

### Tűszelep
Egészen kis átmérőjű szelepeknél nincs külön szeleptányér, hanem a szelepszár végét alakítják kúposra, tű alakúra. Ilyen szelepeket építenek manométerek, nyomásérzékelők és a mérendő tér közé kialakított csőbe, hogy meghibásodás vagy hitelesítés esetén a műszert átmenetileg ki lehessen szerelni a berendezés leállítása nélkül.

### Visszacsapó szelep
A visszacsapó szelep önműködő szelep, melynek feladata, hogy az egyik irányban lehetőleg kis veszteséggel átengedje a közeget, ellenkező irányba viszont lezárja. Az ilyen szelepek záróelemeinek mozgatását maga az áramlás biztosítja. Néha gyenge rugó tartja zárt állapotban a szelepet. A gépkocsik és kerékpárok gumitömlőinek légszelepei szintén visszacsapószelepek. Lehetővé teszik, hogy pumpáláskor a levegő bejusson a tömlőbe, a kifelé áramló levegő nyílását viszont lezárják.

### Biztonsági szelep
A csővezeték vagy nyomás alatt működő berendezések biztonságát szolgálják a biztonsági szelepek. Ezek súllyal vagy előfeszített rugóval zárt állapotban tartott szelepek, melyek kinyitnak, ha a nyomás az előre beállított kritikus érték fölé emelkedik. Folyadékot tartalmazó berendezés esetén a biztonsági szelep csak a szerkezet túlterhelése ellen véd, gázok és gőzök esetén azonban a túlnyomás robbanást is eredményez.

## Dugattyús gépek szelepei

### Szívó- és kipufogószelepek
A gőzgépek fejlődésének késői szakaszában alkalmazni kezdték tolattyú helyett a szelepeket, melyek pontosabb vezérlést tettek lehetővé. A belsőégésű motoroknál már majdnem kizárólag szelepeket alkalmaznak. A dugattyús erőgépek szelepeit a vezértengely bütykei nyitják közvetlenül vagy szelephimbán keresztül. Zárásukat rugó  végzi. A belsőégésű motorok hőálló acélból készült szelepinek konstrukcióját a magas hőmérséklet okozta hőtágulás nehezíti. Egyszerűbb esetben a motor szerelésekor akkora hézagot hagynak a szelepemelő és a szelep között, ami az üzemi hőmérsékleten eltűnik. Ha a szelepet hézag nélkül szerelnék, meleg motornál a hőtágulás miatt mindig egy kissé nyitva maradna. Igényesebb konstrukcióknál hézagmentes szelepeket alkalmaznak, ahol a szelep a bütyöknek vagy a szelepemelőnek egy kis hidraulikus munkahengeren keresztül támaszkodik, ami folyamatosan kiküszöböli a hézagot.

### Dugattyús szivattyúk szelepei
A dugattyús szivattyúk szívó és nyomószelepeit a folyadék nyomása nyitja és zárja automatikusan. Ezek a szelepek tulajdonképpen különleges kialakítású visszacsapószelepek. A lassú járású gőzgépek korában a kisnyomású, de nagy mennyiségű folyadékot szállító szivattyúk is dugattyús gépek voltak. Ezeknél nagy keresztmetszetű, lehetőleg kis nyitású szelepeket használtak.

### Kitörésgátlók
Olaj- és földgázfúrásoknál a kút biztonságba helyezésére kitörésgátlókat építenek az aktuális kútfejtagra. A kitörésgátló nagy nyomásra tervezett biztonsági szerelvény, amely arra szolgál, hogy amikor a fúrólyukban a fúrófej nagy nyomású folyadékkal vagy gázzal telített réteget érint, és nem kívánt betörés (kick) történik a fúrólyukba, a felszínen lehetőség legyen lezárni a feltörő tűzveszélyes vagy mérgező közeg útját, amellyel így meggátolható a kúttartalom kontroll nélküli feláramlása, azaz a vadkitörés. A kitörésgátlót többszöri használatra szánják, működése folyamán a záróelemnek nem szabad maradó alakváltozást szenvednie. Az olajiparban használt kitörésgátló nem tekinthető hagyományos értelemben szelepnek, mivel nem alkalmasak a kútáram szabályozására, ezek valójában kizárólag zárószerelvények. A pofás kitörésgátlók működési elvükben leginkább a tolózárakhoz hasonlíthatók.

## Külső hivatkozások
- Irányítástechnika jegyzet 3 fejezet Pécsi Tudományegyetem
- Juhász György összeáll.: Csővezetékek és csővezetéki elemek Segédlet
- Brian Nesbitt: Handbook of valves and actuators Google Books